# 綿川昌明
綿川　昌明（わたかわ まさあき）は、日本の実業家。岡三証券取締役。2017年6月より岡三アセットマネジメント株式会社代表取締役。

## 略歴・人物
- 埼玉県出身[1]。
- 1986年（昭和61年）神奈川大学法学部卒業。

### 職歴
- 1986年（昭和61年）：岡三證券（現・岡三証券グループ）入社。
- 2014年（平成26年）：岡三証券取締役
- 2017年（平成29年）6月より岡三アセットマネジメント株式会社代表取締役社長

## エピソード
- 日頃の業務では岡三証券グループが掲げる経営哲学「お客さま大事」を力説する。[2]。